# Ермаков, Александр Владиславович
Александр Владиславович Ермако́в (30 августа 1957, Нижний Тагил, Свердловская область — 29 октября 2007, Нижний Тагил, Свердловская область) — уральский историк, кандидат исторических наук (1985), доцент (2006), специалист по отечественной истории XX века и истории советского Урала.

## Биография
Родился в семье служащих. Отец — офицер Вооруженных Сил, майор. Мать — учитель русского языка и литературы в средней школе. В 1975 г. окончил среднюю школу № 35 г. Нижнего Тагила и поступил на гуманитарный факультет Новосибирского государственного университета. В 1980 г., получив диплом с отличием по специальности «преподаватель истории со знанием иностранного языка», А. В. Ермаков поступил в очную аспирантуру Института истории, филологии и философии Сибирского отделения Академии наук СССР (г. Новосибирск). Сфера научных интересов — кадровое обеспечение электрификации Сибири в послевоенные десятилетия. За период обучения в аспирантуре подготовил и в 1985 г. защитил диссертацию по теме: «Формирование кадров строителей гидроэлектростанций Енисейского каскада (1955—1980 гг.)».
По окончании аспирантуры в 1984 г. вернулся в Нижний Тагил. С 1984 г. работал в Нижнетагильском государственном педагогическом институте: ассистент кафедры истории, в 1988 г. — старший преподаватель кафедры истории, с 1988 г. — старший преподаватель кафедры истории СССР, с 1991 г. — доцент кафедры Отечественной истории. Одновременно в 1991—1996 гг. исполнял обязанности заместителя декана исторического факультета по учебной работе. В 2006 г. присвоено ученое звание доцента.
На историческом факультете вел лекционные и практические занятия по истории СССР, истории Урала в XX веке, спецкурс по истории внешней политики России.
Большинство работ А. В. Ермакова, опубликованных в научных сборниках и коллективных монографиях, посвящены истории Урала в XX веке. С 1986 г. проводил научно-исследовательскую работу по выявлению и изучению материалов в рамках темы: «История электротехнической революции на Урале», результатом которой явились несколько публикаций. Среди них особое место занимает исторический очерк «Плюс электрификация…» в коллективной монографии «Урал в панораме XX века» (Екатеринбург, 2000 г.). Ряд работ посвящён истории Нижнего Тагила в XX веке.
В 1997 г. поступил в докторантуру Института истории и археологии Уральского отделения РАН, где под научным руководством академика РАН В. В. Алексеева начал работу над докторской диссертацией по теме: «Электротехническая революция на Урале (80-е гг. XIX в. — 40-е гг. XX в.)».
Невзирая на тяжелую болезнь, до последних дней продолжал проводить занятия со студентами, вести научно-исследовательскую работу.
Скончался 29 октября 2007 г. после продолжительной болезни. Похоронен на кладбище «Пихтовые горы» г. Нижнего Тагила.

## Научные публикации
- Ермаков А. В. Комплектование коллективов строителей гидроэлектростанций Енисейского каскада // Исторический опыт хозяйственного и социально-культурного развития Сибири: тезисы докладов Всесоюзной конференции. Новосибирск. 8—10 апреля 1981 г. Новосибирск, 1981. С. 55—56.
- Ермаков А. В. Проблемы преемственности коллективов гидростроителей Сибири // Социально-экономическое развитие советской Сибири: исторический опыт и современность. Новосибирск, 1984. С. 142—152.
- Алексеев В. В., Ермаков А. В., Долголюк А. А. Опыт и проблемы закрепления кадров энергостроителей Сибири // Трудовые коллективы Сибири: проблемы формирования и развития: [сборник] / отв. ред. В. В. Алексеев. Новосибирск, 1985. С. 94—108.
- Долголюк А. А., Ермаков А. В., Тимошенко А. И. Влияние образовательного уровня на рост профессиональной квалификации рабочих в районах нового промышленного освоения // Образование и наука в Сибири: история и современность: тезисы докладов и сообщений третьей научно-практической конференции. Новосибирск. 24 декабря 1985 г. Новосибирск, 1985. С. 36—39.
- Ермаков А. В. Государство, управленцы и работники в начале 30-х гг. (на примере Уралэнерго) // Власть и общество: (проблемы всеобщей и отечественной истории): сборник научных статей преподавателей кафедр всеобщей и отечественной истории исторического факультета НТГПИ. Нижний Тагил, 1996. С. 85—93.
- Ермаков А. В. «Плюс электрификация…» // Урал в панораме XX века. Екатеринбург, 2000. С. 250—254.
- Ермаков А. В. Развитие электроэнергетической базы Уральского региона в первой трети XX века // Уральский исторический вестник. 2001. № 7. С. 333—347.
- Ермаков А. В. «Белый» Тагил // Тагильский край в панораме веков. Вып. 2: Материалы краеведческой конференции, посвящённой 160-летию Нижнетагильского государственного музея-заповедника горнозаводского дела Среднего Урала. Нижний Тагил, 24—25 апреля 2001 г. Нижний Тагил, 2001. С. 260—269.
- Ермаков А. В. Социально-экономические процессы в Нижнем Тагиле под властью белых // Ученые записки Нижнетагильского государственного педагогического института. Общественные науки. Нижний Тагил, 2002. Т. 2. Ч. 2. С. 68—77.
- Ермаков А. В., Завьялова Е. О. Культура тагильчан при белогвардейской администрации // Тагильский вестник: Историко-краеведческий альманах. Вып. 2. Нижний Тагил, 2002. С. 35—43.
- Ермаков А. В., Постников П. Г. Урал и Тагильский край во второй половине XIX—XX веке (Эволюция отношений человека и природы в индустриальный период): программа историко-экологического курса для учащихся 8—9-х классов общеобразовательных школ, гимназий, лицеев Нижнего Тагила и Горнозаводского округа Свердловской области. Нижний Тагил, 2002. 23 с.
- Ермаков А. В. Быт тагильчан в 1917—1930-е годы // Тагильский вестник: историко-краеведческий альманах. Вып. 3: Уральская провинция в культурном пространстве XX века. Нижний Тагил, 2004. С. 55—77.
- Ермаков А. В. Обеспечение тагильчан продовольствием в годы Великой Отечественной войны // Ученые записки Нижнетагильской государственной социально-педагогической академии. Общественные науки. 2004. С. 65—77.
- Ермаков А. В. Влияние геополитического фактора на разработку идеи Урало-Кузбасса в 1920—1930-е гг. // Ученые записки Нижнетагильской государственной социально-педагогической академии. Общественные науки. 2005—2006. С. 125—131.
- Ермаков А. В. Демографические процессы и ритм рабочего времени в Нижнем Тагиле в годы Великой Отечественной войны // Человек в историческом измерении: Памяти Владимира Александровича Сурина: сборник научных статей лаборатории «Исторической антропологии». Нижний Тагил, 2006. С. 94—111.
- Ермаков А. В. Уральское учительство по материалам переписи 1939 г. // Региональные историко-педагогические исследования в развитии истории образования и педагогической мысли: материалы межвузовской научно-практической конференции. Нижний Тагил. 17 ноября 2005 г. Нижний Тагил, 2006. С. 59—64.
- Ермаков А. В. Геополитический фактор в планировании Урало-Кузнецкого комбината // Промышленная политика в стратегии российских модернизаций XVIII—XXI вв.: материалы международной научной конференции, посвящённой 350-летию Н. Д. Антуфьева-Демидова. Екатеринбург, 2006. С. 208—211.
- Ермаков А. В. Жилищная проблема в Нижнем Тагиле в годы Великой Отечественной войны // Тагильский вестник: историко-краеведческий альманах. Вып. 5: Город: Годы, События, Люди. Нижний Тагил, 2007. С. 54—65.
- Ермаков А. «Белый» Тагил // Веси [г. Екатеринбург]. 2012. № 6 (82). Август. Спецвыпуск «Нижний Тагил». Приложение. Ермаков А. Нижний Тагил в XX веке. С. 4—10.
- Ермаков А. Материально-бытовое положение тагильчан в первые десятилетия советской власти // Веси [г. Екатеринбург]. 2012. № 6 (82). Август. Спецвыпуск «Нижний Тагил». Приложение. Ермаков А. Нижний Тагил в XX веке. С. 11—21.
- Ермаков А. Обеспечение тагильчан продовольствием в годы Великой Отечественной войны // Веси [г. Екатеринбург]. 2012. № 6 (82). Август. Спецвыпуск «Нижний Тагил». Приложение. Ермаков А. Нижний Тагил в XX веке. С. 22—32.